# TV-nytt (Sveriges Radio)
För andra betydelser, se TV-nytt.
TV-nytt var ett nyhetsprogram i Sveriges Radio från 1969 till 1978 som förmedlade nyheter i telegramform.

## Historik

### Bakgrund
I arbetet inför att Sveriges Radio TV skulle delas upp i två kanaler var ett återkommande huvudbry hur man skulle få en nyhetsförmedling som var både allsidig och effektiv. Regeringens proposition från 1966 föreslog att en separat redaktion skulle få ansvar för att ge "faktagivande" nyheter i båda kanalerna, medan kanalernas egna resurser skulle ägnas åt "kommentar, analys och reportage". Det gjordes främst för att man ville spara pengar på dubbelbevakning.
TV:s dåvarande nyhetsprogram Aktuellt svarade ganska snabbt på detta förslag och delade den 26 september 1966 upp sig i Nyheter med rak nyhetsförmedling i tio minuter och Aktuellt med fördjupning i femton minuter. I september 1967 skiljdes de dessutom åt så att Nyheter stannade kvar klockan 19:00 och Aktuellt flyttades till 20:40, vilket dock övergavs redan i december 1967 när Aktuellt åter blev en sammanhållen halvtimme klockan 19:00 med både nyheter och fördjupning.

### 1969–1972
Till slut bestämdes att Nyhetsredaktionen skulle bli redaktion för faktabaserade nyheter i såväl TV1, TV2 som radions tre kanaler. Nyhetsredaktionen blev en självständig enhet inom Sverige Radio direkt under radioledningen med placering i Radiohuset på Gärdet. Chef för den gemensamma nyhetsredaktionen blev Aktuellts chef Per-Martin Hamberg. Medarbetarna hämtades främst från gamla TV-Aktuellt och den gamla Centralredaktionen som tillhört ljudradion. Nyhetsredaktionen bestod av en telegramredaktion på tio personer, en TV-redaktion på 60 personer samt TV-sporten. TV-sändningarna skulle få titeln TV-nytt i båda kanalerna.
TV-nytt sändes för första gången i slutet av november 1969, inledningsvis enbart i den första kanalen, och sedan även i TV2 när denna startade den 5 december. TV-nytt tog över Aktuellts gamla tid för huvudsändningen klockan 19:30 i TV1. Utöver detta sändes kortare telegramsändningar runt sextiden och klockan 22:00 i TV1 samt 19:00 och 21:00 i TV2. Utöver TV-nytts sändningar hade kanalerna de egna kommenterade nyhetsprogrammen Nu i TV1 och Rapport i TV2.

### 1972–1978
1972 omorganiserades nyhetsverksamheten igen och mer ansvar fördes över på kanalernas egna nyhetsprogram. I och med detta tog TV2:s nyhetsprogram Rapport över 19:30-tiden.
Nyhetsredaktionen upphörde och merparten av TV-nytts medarbetare övergick till TV1:s Aktuellt som återuppstod under Sam Nilssons ledning.
Det bestämdes dock att man fortsatt skulle ha en gemensam telegramredaktion inom Sveriges Radio, vilket ledde till att Centralredaktionen skapades och fortsatt skulle sända telegramnyheter under titel TV-nytt. Gert Engström blev chef för den renodlade telegramredaktionen. Denna version av TV-nytt hade en betydligt mindre personalstyrka eftersom man inte längre skulle producera 19:30-sändningen. Nyordningen sjösattes den 30 september 1972, vilket också var samma dag som TV2 uppnådde samma sändningsvolym som TV1.
För att förtydliga Centralredaktionens inriktning på telegramsändningar tog ett beslut i Sveriges Radios styrelse om att telegramsändningarna inte fick innehålla rörliga bilder, så nyheterna i TV-nytt illustrerades med stillbilder.
Från hösten 1972 sände TV-nytt sex gånger varje vardagskväll, varav två i början på Aktuellt och Rapport. Resterande sändningar var förlagda till 17:25 i TV2, klockan 18:00 i TV1 samt sent på kvällen i båda kanalerna. Från hösten 1973 tog Aktuellt och Rapport själva över telegramrapporteringen i de egna sändningarna.
Från den 14 mars 1977 lades även den tidiga sändningen i TV2 och den senare sändningen i TV1 ner, varefter TV-nytt hade en sändning klockan 17:55 i TV1 som textades för hörselskadade och en sändning mot slutet av tablån i TV2.
I slutet på 1978 upphörde centralredaktionen och TV-nytt. Centralredaktionens medarbetare delades upp på Dagens Eko, Aktuellt och Rapport. TV-nytt sände sista gången den 22 december 1978. TV-kanalernas ersättningsprogram kom igång den 15 januari 1979. Aktuellt tog över den textade sändningen klockan 17:55 medan Rapport satsade på en tio minuter lång sändning sent i tablån kallad Rapport 2.

## Nyhetsuppläsare
Uppläsare var bland annat Elisabeth af Geijerstam, Peter Bergstedt, Jane Brick, Bengt Bylund, Anita Cedring, Mildred Eriksson, Björn Fjelkegård, Marianne Fällström, Ivo Grenz, Mats Hådell, Rolf Kandell, Sune Lindgren, Svante Sedvallson, Bror Säfström, och Lennart Widlund.